# Ungarischer Handel

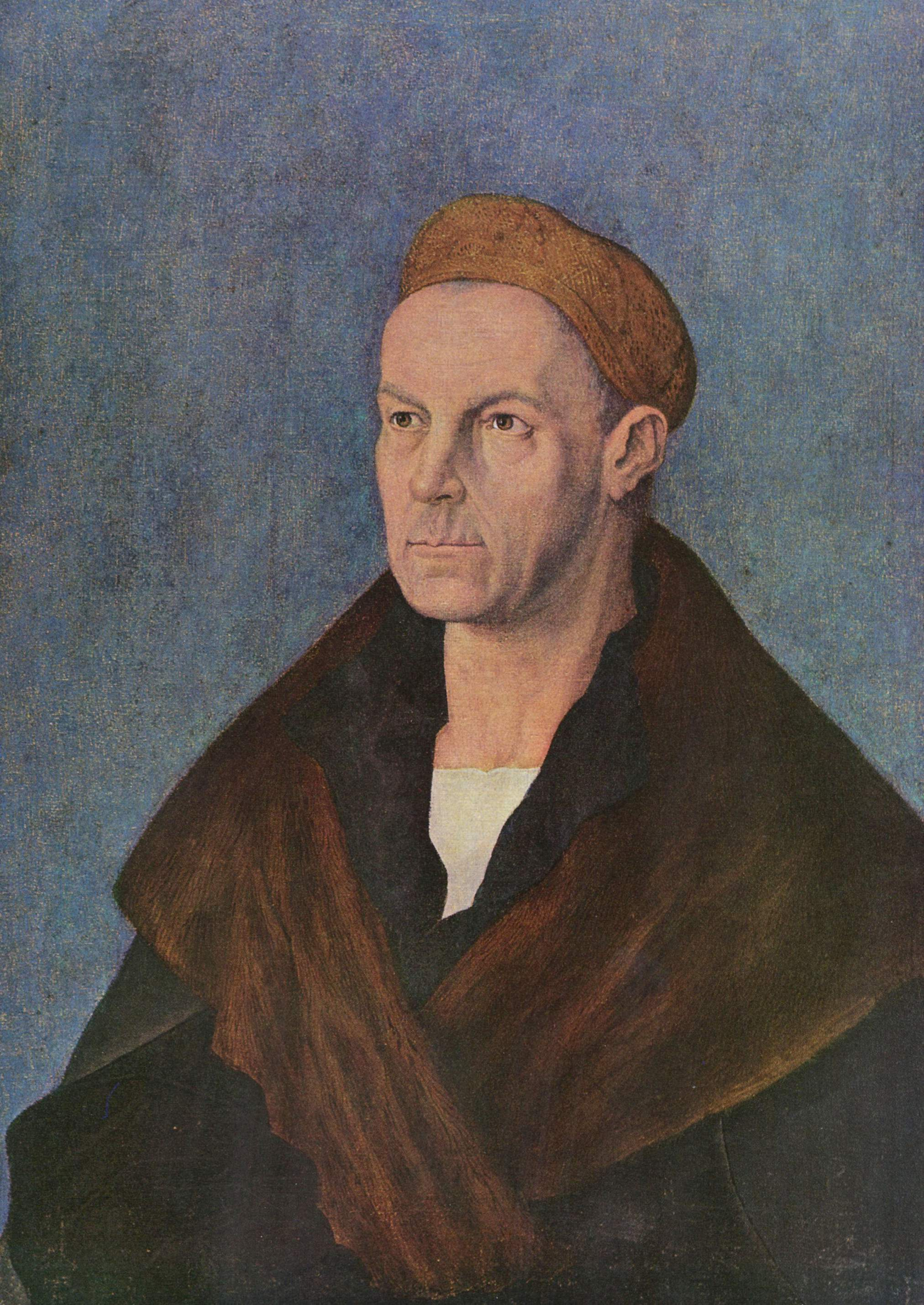
Jakub Fugger według Dürera

Ungarischer Handel (zwana również Fugger-Thurzo lub Neusohler Kupferhandlung) – na przełomie XV i XVI wieku największa na świecie spółka górniczo-metalurgiczna.

## Powstanie
Jakob Fugger był monopolistą produkcji miedzi w Alpach, natomiast Jan Thurzo był znawcą mineralogii, górnictwa oraz techniki górniczej, oraz fachowcem w odwadnianiu kopalń. Nadzorował również węgierskie kopalnie miedzi pomiędzy Preszburgiem (obecnie Bratysława), Budapesztem a głównym grzbietem Karpat. W związku z tym obaj zdecydowali się utworzyć w roku 1493 (podawany jest również rok 1495) w Neusohl spółkę, w której posiadali po 50% udziałów. Spółka została monopolistą na rynku produkcji i handlu miedzią, działała do roku 1546.

## Rozwój
Jan Thurzo troszczył się o szybkie i wysokie zyski. W ciągu krótkiego okresu odwodnił kopalnie i podwoił, a nawet potroił wydobycie rud. W celu przetworzenia wydobywanych rud Thurzo wybudował w Bańskiej Bystrzycy, Hohenkirchen i Villach wielkie huty i kuźnie. W hutach tych prowadzono seigrowanie (odsrebrzanie miedzi). W 1495 niedaleko Villach Jakub Fugger zbudował Fuggerau, kompleks metalurgiczny złożony z huty, kuźnic, odlewni brązu, fabryki armat i warownej twierdzy.
Największym problemem handlu metalami i wyrobami w XV i XVI wieku był transport. W owym czasie dysponowano tylko wozami konnymi, zwierzętami jucznymi oraz transportem wodnym. Utrudnieniem były również różne prawa lokalne, granice, myta i prawo drogowe. Aby zapewnić bezproblemowe zaopatrzenie rynków zbytu, trzeba było zawierać wieloletnie umowy z opatami, biskupami, hrabiami, książętami, a nawet z cesarzami i królami. Ponieważ transporty metali były często rabowane, dlatego spółka planowała je z dużą precyzją, a transporty były konwojowane przez uzbrojoną ochronę.
Największy „szlak miedziowy” z kopalń w rejonie Bańskiej Bystrzycy prowadził do Krakowa, gdzie miedź była ładowana na statki rzeczne i spławiana Wisłą do Gdańska. Z tego powodu Kraków należał do związku miast hanzeatyckich. Z rudy miedzi odciągano srebro w hucie seigrowej w Mogile koło Krakowa, dochody zaś płynące z tego handlu były jednym z głównych źródeł zamożności miasta. Drugi „szlak miedziany” prowadził do Cieszyna, skąd dalej Odrą przez Wrocław do Szczecina. Obydwoma „szlakami miedziowymi” miedź docierała do wybrzeży Bałtyku, a z portów Morza Bałtyckiego transporty metalu docierały na statkach hanzeatyckich i niderlandzkich do Hamburga i Antwerpii, a dalej do portów francuskich, hiszpańskich i portugalskich.
Spółka w ciągu następnych lat potajemnie, za pośrednictwem podstawionych ludzi, nadal kupowała kolejne kopalnie i magazyny, budowała huty i drogi. Wśród większych inwestycji był m.in. tunel drogowy wybity pod głównym grzbietem Góra Kremnickich. Nieustannie rozszerzała swoje wpływy ponad granicami na obszarze Węgier, Czech, Polski, Saksonii i Dolnego Śląska, stopniowo przejmując udziały również w kopalniach złota.
Ołów potrzebny do wytopu złota spółka sprowadzała z Krakowa (gdzie istniało centrum handlu tym metalem) i z własnych kopalń ołowiu, które wcześniej zakupiła w Małopolsce (Olkusz, Trzebinia) i na Śląsku (Tarnowskie Góry). Ołów ten zaopatrywał huty złota w Złotym Stoku, Jeseníku i Hohenkirchen w Turyngii. W 1509 roku faktoria we Wrocławiu uzyskała koncesję na zakup działek i podjęcie robót górniczych i hutniczych w Złotym Stoku (Reichenstein).
W ciągu kilku lat przedsiębiorstwo zostało największym bankiem świata, największym przedsiębiorstwem handlowym, najpotężniejszym i najważniejszym przedsiębiorstwem górniczym, największym pracodawcą w przemyśle górniczym, hutniczym, producentów broni, transportu, największym administratorem mennic i potęgą polityczną najwyższej rangi. Miało ambicje opanowania całego znanego świata. Z tego powodu otwierało filie we wszystkich ważnych strategicznie miejscach. Około 1510 miało przedstawicielstwa, huty i składy m.in. w Norymberdze, Frankfurcie, Kolonii, Antwerpii, Hohenkirchen, Lipsku, Wrocławiu, Krakowie, Wiedniu, Fuggerau, Budzie, Bańskiej Bystrzycy, Bańskiej Szczawnicy, Schwaz, Hall in Tirol, Bolzano, Wenecji, Rzymie, Lyonie, Madrycie i Londynie. Przedsiębiorstwo prowadziło swoją działalność ponad granicami państwowymi i blokami politycznymi, a jej decyzje miały wpływ na rozpoczęcie wojen i zawieranie pokojów.
W 1511 roku przedsiębiorstwo przejęło część kopalń złota w okolicach Złotego Stoku od zadłużonych w przedsiębiorstwie książąt legnicko-brzeskich i utworzyło tam swoją filię. W 1513 roku wykupiło dalsze udziały w złotostockich kopalniach i hutach, gdzie wprowadziło nowe metody wydobywcze, powodując kilkukrotny wzrost wydobycia. Uzyskane złoto sprzedawało do mennicy w Złotym Stoku, gdzie bito z niego dukaty. Prowadząc inwestycje i wykup udziałów stopniowo Ungarischer Handel odgrywał coraz większą rolę w produkcji europejskiego złota. Po utworzeniu w 1514 roku faktorii w Nysie działania objęły tereny Jesionika (Frywaldau) i Zlatych Hor (Cukmantel) na Śląsku Opawskim.

## Upadek
Bardzo trudne warunki pracy w kopalniach oraz niskie płace stały się przyczyną niepokojów społecznych. W roku 1525 w Królestwie Węgierskim wybuchło powstanie zbrojne, skierowane głównie przeciw rodzinie Thurzo. W związku z tym sejm węgierski uchwalił nakaz banicji całej rodziny Thurzo. Thurzonowie byli również zmuszeni wycofać się z Ungarischer Handel, której jedynymi właścicielami zostali Fuggerowie.